# Christina Lathan
Christina Lathan, née Brehmer le 28 février 1958 à Altdöbern, est une athlète de République démocratique allemande, championne olympique.

## Biographie
Spécialiste du 400 m, elle a établi plusieurs records nationaux dès 1976. Le 9 mai, avec un temps 49 s 77, elle devint détentrice du record du monde. Il s'agit là du premier temps mesuré électroniquement sous les 50 secondes.
Aux Jeux olympiques d'été de 1976 à Montréal, elle remporta la médaille d'argent derrière la Polonaise Irena Szewińska et devant Ellen Streidt. En relais, elle prit l'or avec ses compatriotes Doris Maletzki, Brigitte Rohde et Ellen Streidt.
À Moscou, lors des Jeux olympiques d'été de 1980, elle termina troisième sur 400 m derrière Marita Koch et Jarmila Kratochvílová et deuxième en relais 4 × 400 m avec Gabriele Löwe, Barbara Krug et Marita Koch.

## Palmarès

### Jeux olympiques d'été
- Jeux olympiques d'été de 1976 à Montréal ( Canada)
  -  Médaille d'argent sur 400 m
  -  Médaille d'or en relais 4 × 400 m
- Jeux olympiques d'été de 1980 à Moscou ( Union soviétique)
  -  Médaille de bronze sur 400 m
  -  Médaille d'argent en relais 4 × 100 m

### Championnats d'Europe d'athlétisme
- Championnats d'Europe d'athlétisme de 1978 à Prague ( Tchécoslovaquie)
  -  Médaille d'argent sur 400 m
  -  Médaille d'or en relais 4 × 400 m